# 谢尔盖·巴格达萨良
谢尔盖·伊万诺维奇·巴格达萨良（1923年9月5日—2001年6月19日），出生于阿尔察赫的亚美尼亚雕塑家，曾在1978年获得“亚美尼亚苏维埃社会主义共和国人民艺术家”称号。

## 生平
1923年9月5日，谢尔盖·巴格达萨良出生于苏维埃社会主义共和国联盟阿塞拜疆苏维埃社会主义共和国纳戈尔诺-卡拉巴赫自治州哈德鲁特区巴纳祖尔村（今法理上属于阿塞拜疆的霍贾文德区，实际上属于未受广泛承认的阿尔察赫共和国的哈德鲁特省）的一个亚美尼亚人家庭。1952年毕业位于亚美尼亚首都埃里温的埃里温国立美术学院。
2001年6月19日，谢尔盖·巴格达萨良在埃里温去世。

## 雕塑作品
| 名称                  | 创作年代 | 材质   | 地点                   |
| --------------------- | -------- | ------ | ---------------------- |
| 乌南·阿韦季相铜像     | 1959年   | 铜     | 亚美尼亚休尼克州卡潘市 |
| 埃利米拉·巴格达萨良像 | 1959年   | 砖     |                        |
| 阿威梯克·伊萨克扬像   | 1965年   | 青铜   | 亚美尼亚埃里温         |
| 阿科普·帕罗尼扬纪念碑 | 1965年   | 花岗岩 | 亚美尼亚埃里温         |
| 我们是我们的山        | 1967年   | 凝灰岩 | 阿尔察赫斯捷潘纳克特市 |
| 达维特·贝克像         | 1978年   | 铜     | 亚美尼亚休尼州卡潘市   |
| 沉思者雕像            | 1966年   | 砖     | 意大利卡拉拉           |
| 人民友谊纪念碑        | 1977年   | 砂岩   | 匈牙利肖普朗           |

## 荣誉
1978年荣获“亚美尼亚苏维埃社会主义共和国人民艺术家”称号。